# Manuela Leong Pereira
Maria Manuela Leong Pereira (* 1969 in Suai, Cova Lima, Portugiesisch-Timor) ist eine osttimoresische Frauenrechtsaktivistin.

## Werdegang
Pereira kam als zweites von elf Kindern in ihrer Familie im Südwesten der damaligen Kolonie Portugiesisch-Timor zur Welt. 1975 besetzten die Indonesier das Land. Nach Besuch der Schule SMA Negeri I in Dili von 1984 bis 1987, entschied sich Pereira nicht mit ihrer Familie zusammen nach Portugal zu fliehen. Sie sah ihre Verantwortung in Osttimor. Pereira studierte an der Gadjah-Mada-Universität im indonesischen Yogyakarta. Nach ihrer Rückkehr arbeitete sie zunächst für die Nichtregierungsorganisation Bia Hula, wo sie die Bevölkerung über Wasser- und Sanitäreinrichtungen informierte. Da sie eine erklärte Gegnerin der Einschränkungen durch das timoresische Frauenbild ist, begann sie 1998 bei der neu gegründeten Frauenrechtsorganisation Fokupers (Kommunikationsforum für osttimoresische Frauen) zu arbeiten, wo sie mit Frauen arbeitete, die vor häuslicher Gewalt geflohen waren. Nach den Zerstörungen beim Abzug der Indonesier aus Osttimor 1999, die auch das Büro von Fokupers betraf, half Pereira beim Wiederaufbau der Organisation, wurde Schatzmeisterin, Geschäftsführerin und schließlich von Januar 2000 bis Dezember 2006 war sie Direktorin von Fokupers. Durch ihren Einsatz wurden Gesetze zur Bekämpfung der häuslichen Gewalt, die in Osttimor immer noch ein Problem ist, und zur Stärkung der Rolle der Frau verabschiedet. Auch ein Modell für Frauenhäuser (tetum Uma Feto), in denen Frauen Zuflucht finden können, entwickelte sie für die Regierung.
Von Juli 2007 bis März 2012 war Pereira Kommissarin der Nationalen Wahlkommission (CNE). Seit Januar 2013 ist sie Direktorin der 2010 gegründeten Asosiasaun Chega! ba Ita (ACbit), die sich für die Verbreitung der Ergebnisse und Empfehlungen der Empfangs-, Wahrheits- und Versöhnungskommission von Osttimor (CAVR) einsetzt.